# Arjen Lubach
Arjen Lubach (prononcé en néerlandais : [ˈɑrjə(n) ˈlybɑx]), né le 22 octobre 1979 à Groningue, est un humoriste, écrivain et animateur de télévision néerlandais.
Il est principalement connu en tant que présentateur de l'émission d'actualité satirique Zondag met Lubach (ZML), diffusée le dimanche soir sur NPO 3 de 2014 à 2021. En 2022, il lance De Avondshow met Arjen Lubach, diffusée quatre soirs par semaine sur NPO 1, sur le modèle des late-night shows américains.

## Biographie

### Jeunesse
Arjen Lubach grandit à Lutjegast et à Haren. Il perd sa mère, décédée des suites d'un cancer, à l'âge de 12 ans. Inscrit l'université de Groningue, où son père est professeur, il quitte ses études et enchaîne les emplois, notamment chauffeur de taxi à Groningue puis officier de port sur l'île de Vlieland. Il décide alors de reprendre l'université, étudiant la philosophie et sortant diplômé,.

### Carrière

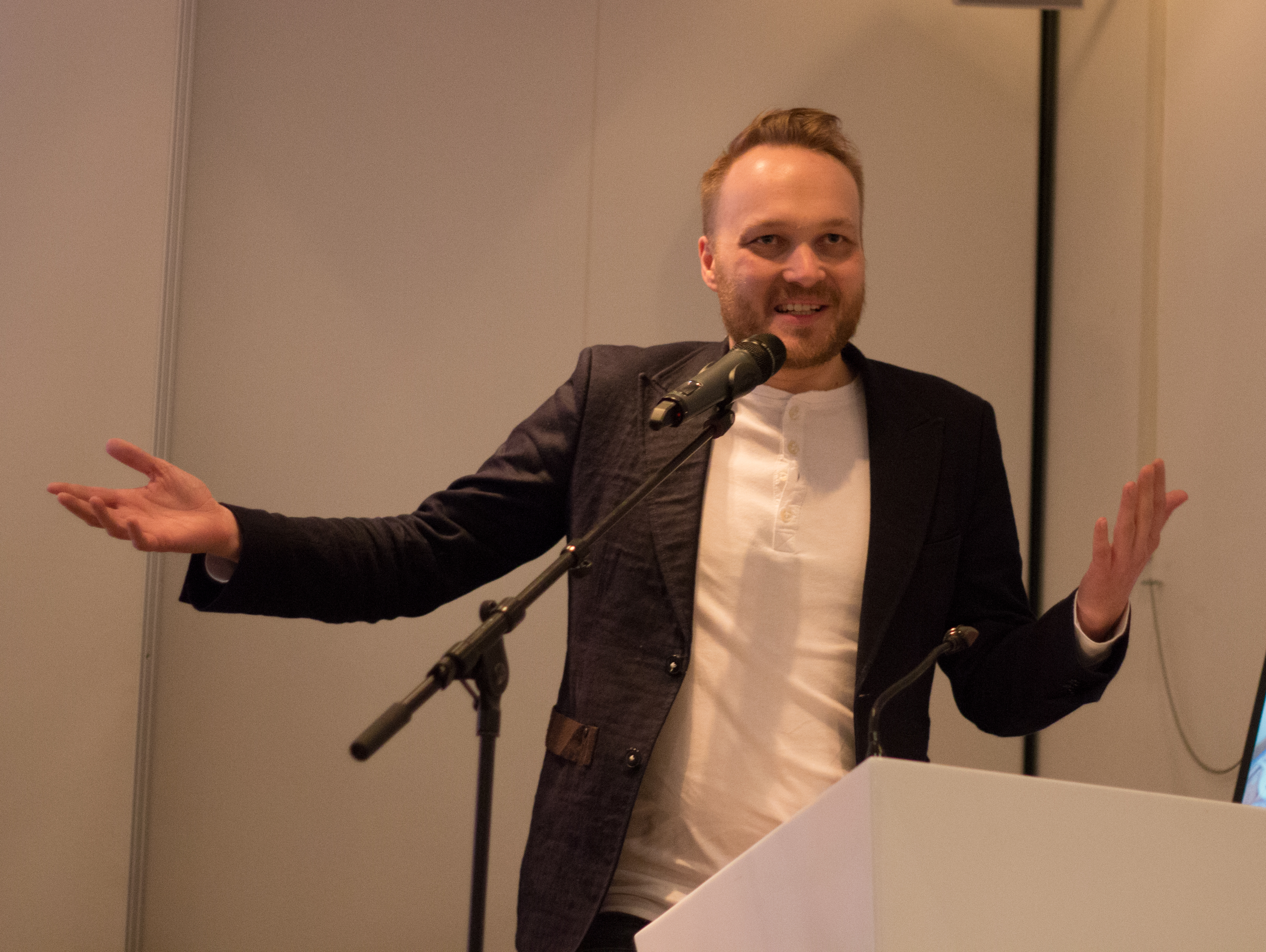
Lubach en 2015.

En 2006, Lubach publie son premier ouvrage, Mensen die ik ken die mijn moeder hebben gekend (« Des gens que je connais qui ont connu ma mère »), suivi par Bastaardsuiker (« La vergeoise ») en 2008, tous deux édités chez Meulenhoff. Il devient scénariste de plusieurs émissions de télévision et de radio, notamment pour VPRO, tout en faisant quelques apparitions dans des programmes comiques télévisés et théâtraux. Sa carrière décolle en 2014 avec le lancement de Zondag met Lubach (« Dimanche avec Lubach »), émission télévisée hebdomadaire d'une demi-heure qu'il anime et dans laquelle il aborde avec humour l'actualité néerlandaise et étrangère.
Alors que l'émission gagne rapidement en popularité, il organise une initiative populaire en 2015, visant à faire de lui le premier pharaon des Pays-Bas, tournant en dérision la monarchie. Il s'essaye également à la musique en usant de pseudonymes, réalisant diverses collaborations, parfois à but humoristique,. En 2017, il diffuse une vidéo d'introduction satirique des Pays-Bas à Donald Trump dans Zondag met Lubach qui gagne rapidement une notoriété internationale, avec des dizaines de millions de vues sur YouTube.

### Positions
Lubach s'est prononcé publiquement contre la monarchie néerlandaise. Il s'est lui-même identifié comme un républicain. 
En dépit de son passé de croyant, Lubach est devenu athée. Il critique la religion et considère la foi comme une contrainte psychologique trop importante en raison du sentiment de culpabilité qu'engendre la condamnation du péché. 
Arjen Lubach est végétarien et considère que les gens en général devraient consommer moins de viande. Il milite aussi pour la condition des animaux en élevage intensif.